# Lüdingworth
Lüdingworth (Platduits: Worth) is een dorp en voormalige gemeente in de Duitse deelstaat Nedersaksen. Het maakt sinds 1972 als stadsdeel deel uit van de stad Cuxhaven. Lüdingworth is één van de vier stadsdelen van Cuxhaven met de status Ortschaft en met een eigen Ortsteilrat (stadsdeelraad). Lüdingworth omvat ook de dorpen Feuerstätte, Köstersweg, Lüderskoop en Seehausen.
Lüdingworth maakt het meest zuidoostelijk gelegen deel uit van de gemeente Cuxhaven.

## Geschiedenis
Lüdingworth is een in de 13e eeuw door o.a. Hollandse kolonisten gesticht polderdorp.
Carsten Niebuhr  werd er in 1733 geboren. Hij was een Duits wiskundige, cartograaf en ontdekkingsreiziger in Deense dienst. Voor hem is in Lüdingworth een standbeeld opgericht.
Omstreden was de op 27 april 1888 in Lüdingworth geboren Paul Riege, tijdens de Tweede Wereldoorlog een SS-officier en tot ver na de oorlog een belangrijk politieambtenaar.

## De Jacobikerk
In het dorp staat op een meer dan 4 meter hoge wierde de evangelisch-lutherse Jacobikerk, waarvan de oudste delen stammen uit het begin van de dertiende eeuw. De kerk is gebouwd van veldkeien. Het is een van de drie zogenaamde Bauerndome van het historische Land Hadeln. De andere twee staan in Altenbruch en Otterndorf. De Jacobikerk is één van de bezienswaardigste kerken in de wijde omtrek, volgens sommigen zelfs van geheel Nedersaksen. 

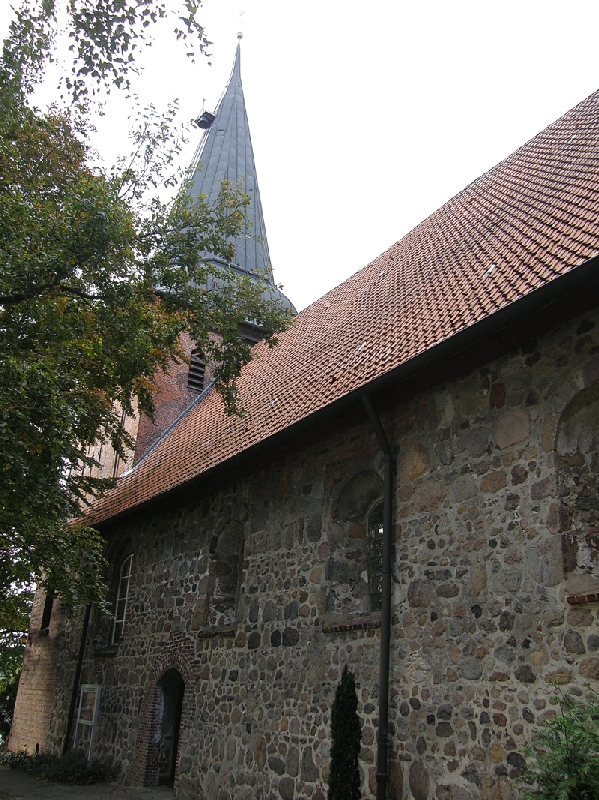
De Jacobikerk
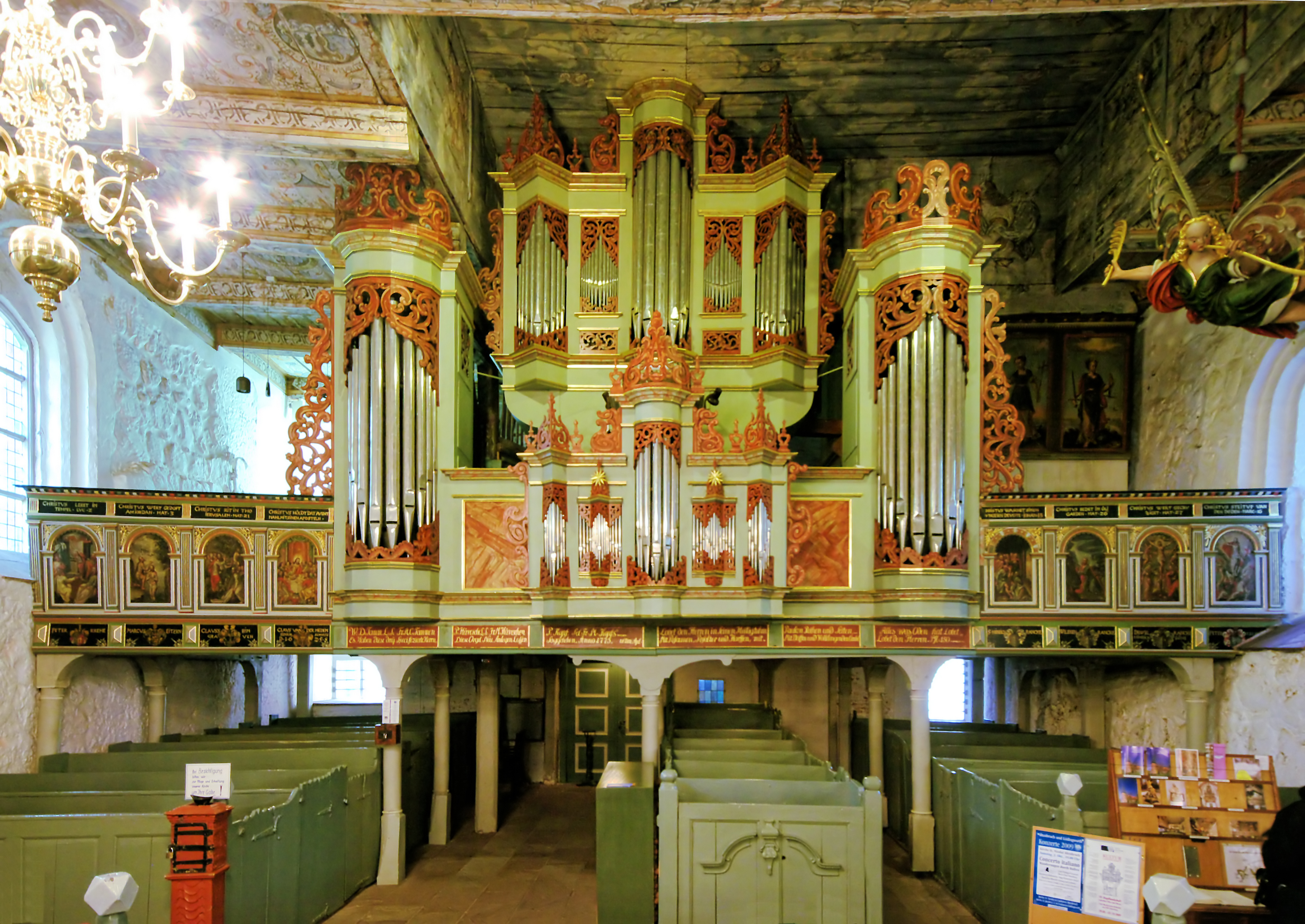
Orgel (1683) door Arp Schnitger
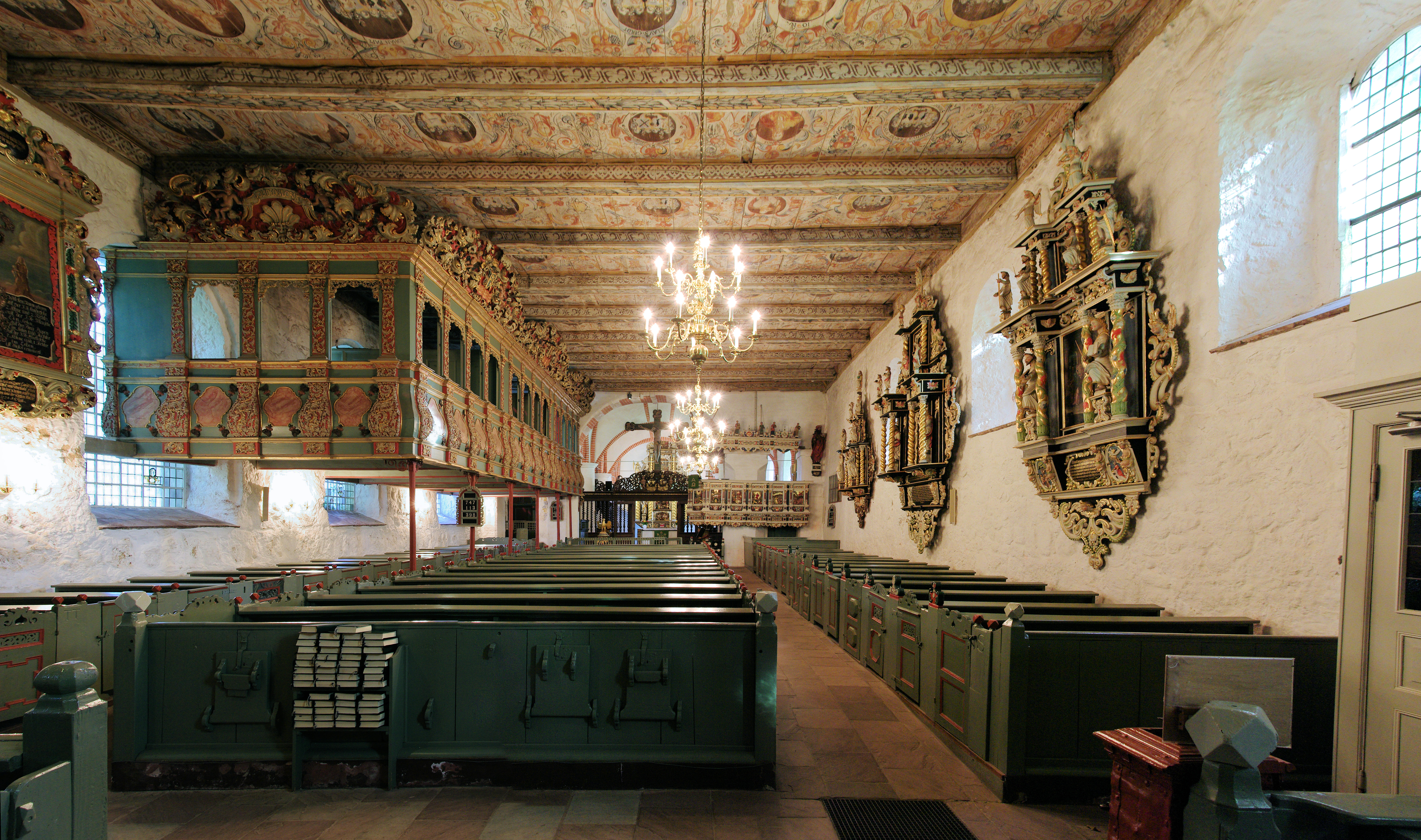
Interieur
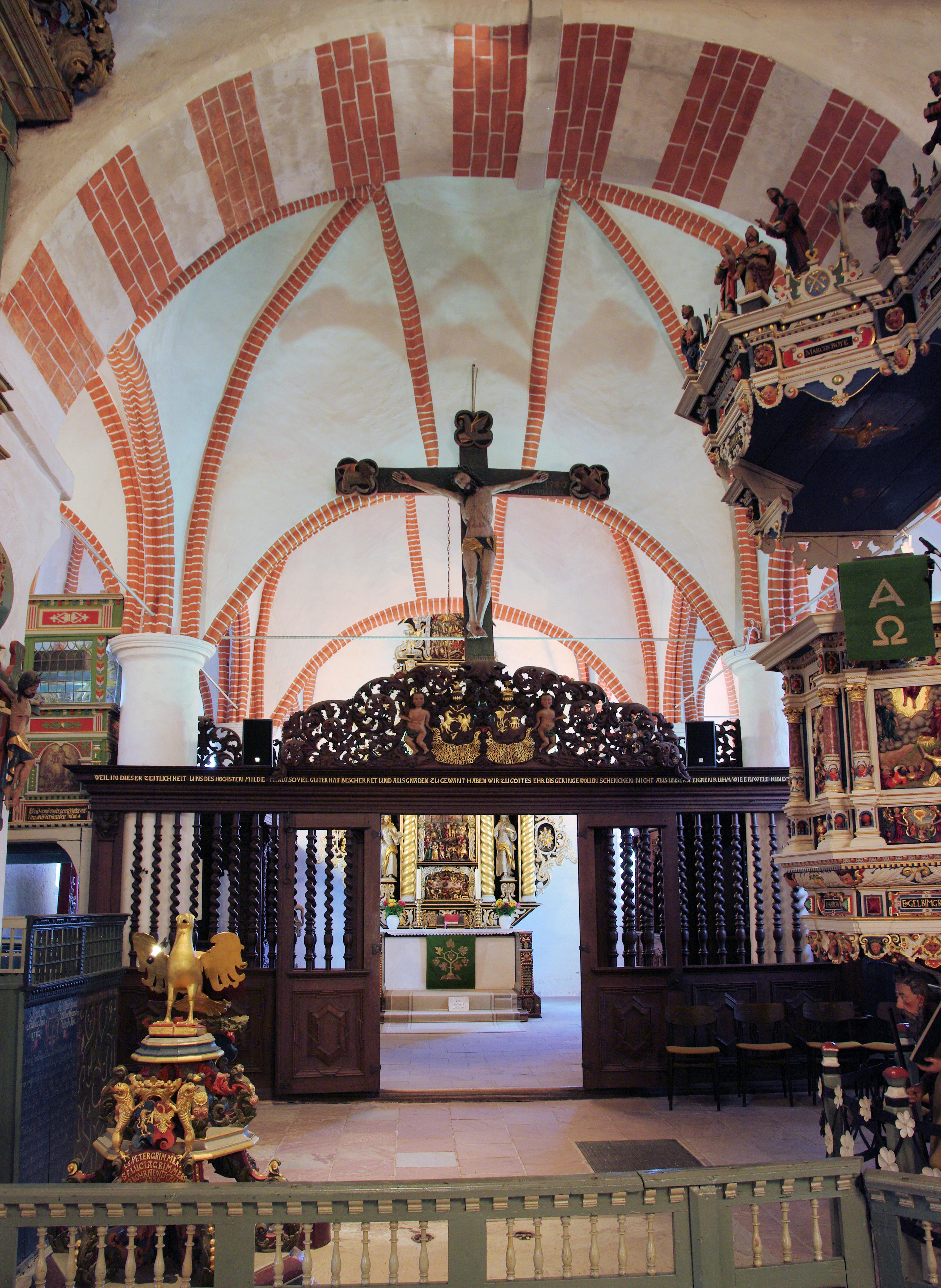
Koor in de Jacobikerk
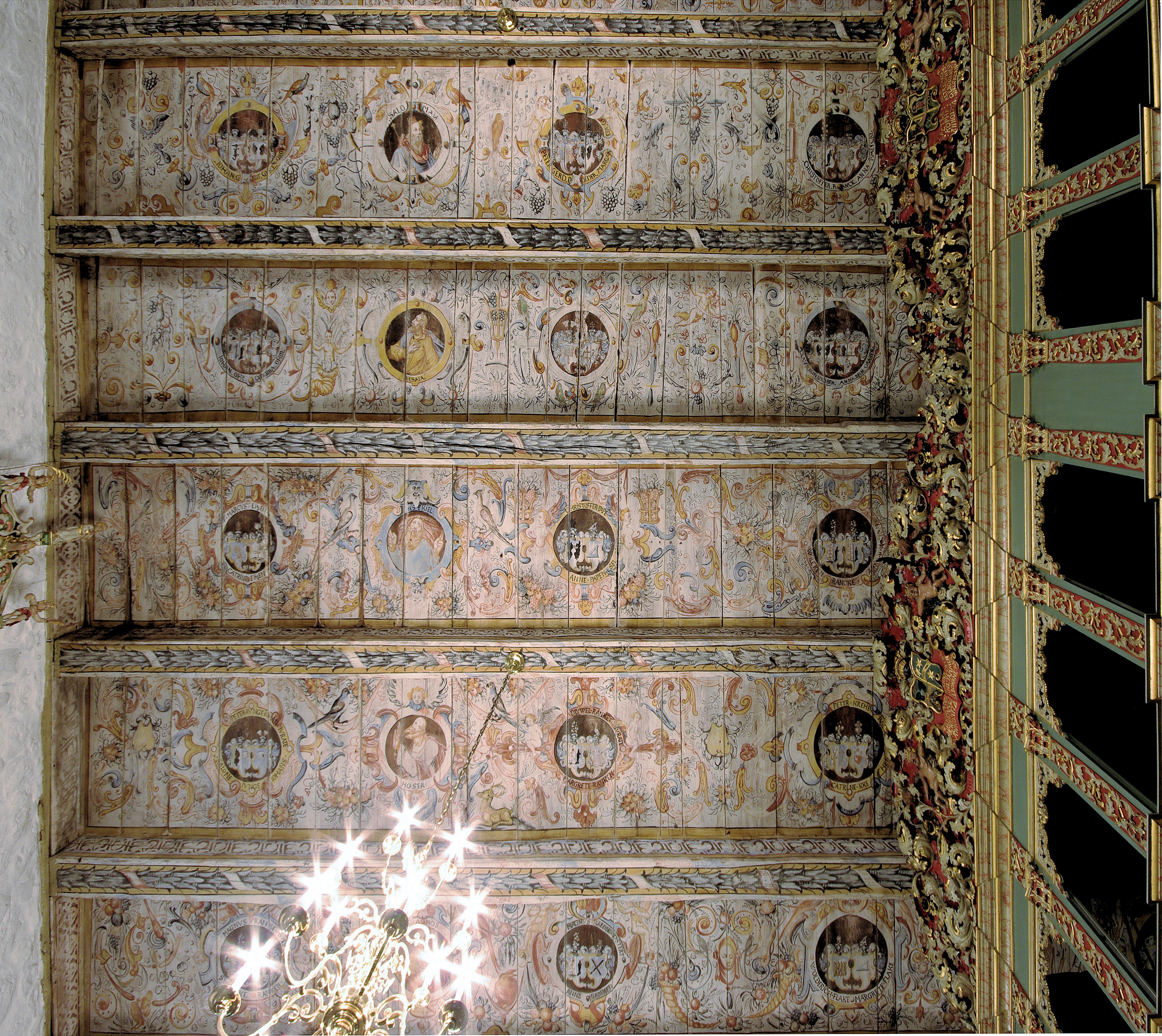
Plafondschilderingen, ca. 1600
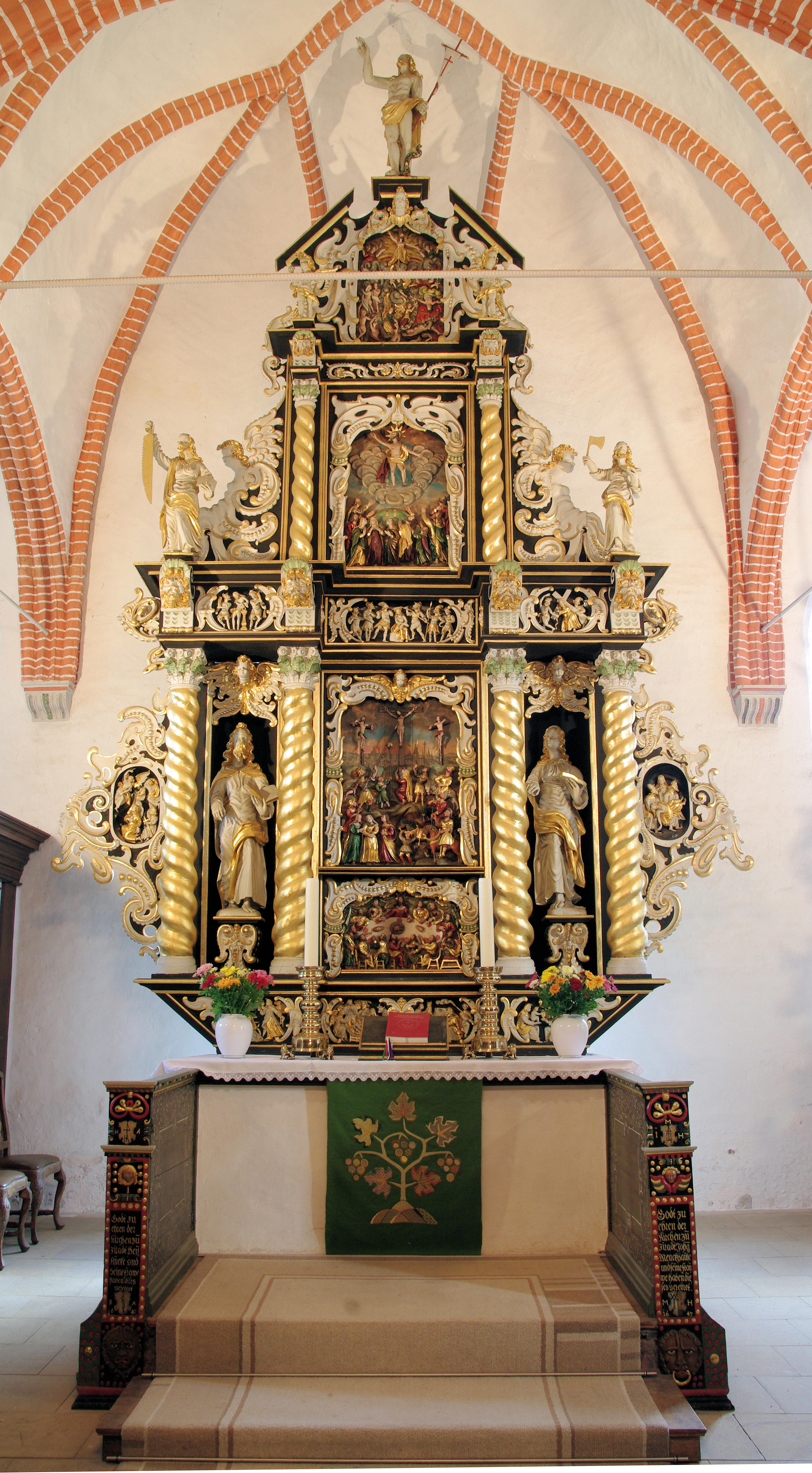
Barok altaarstuk (1665)
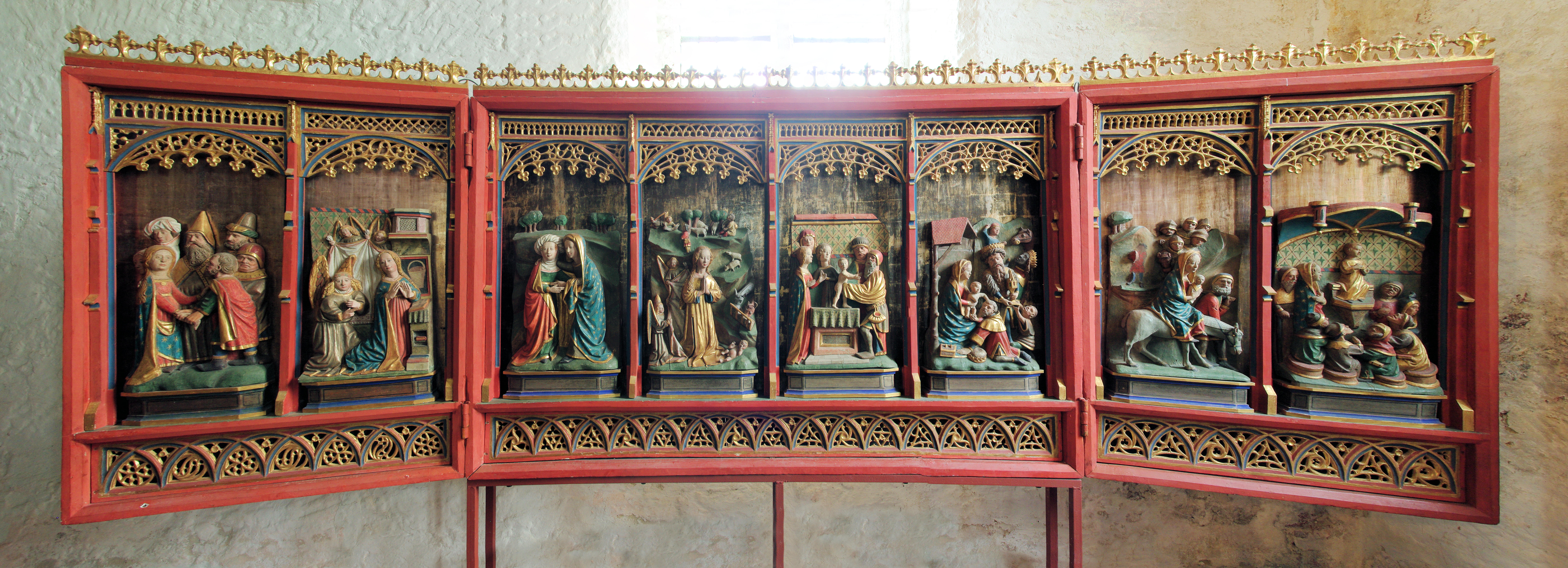
15e-eeuws voormalig Lüderskooper Altaar (afkomstig uit een niet meer bestaand kerkgebouw)
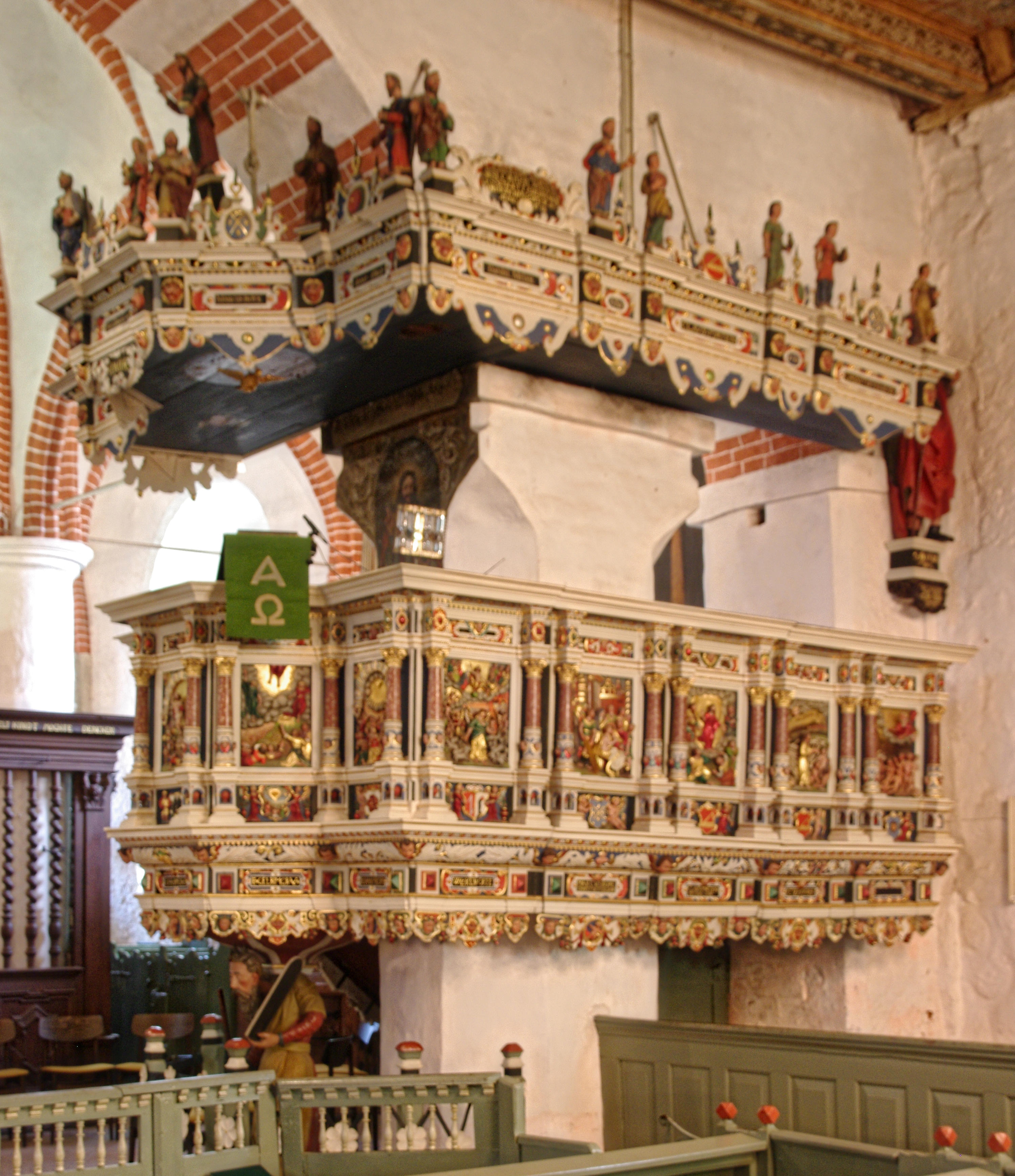
Kansel, begin 17e eeuw (1)
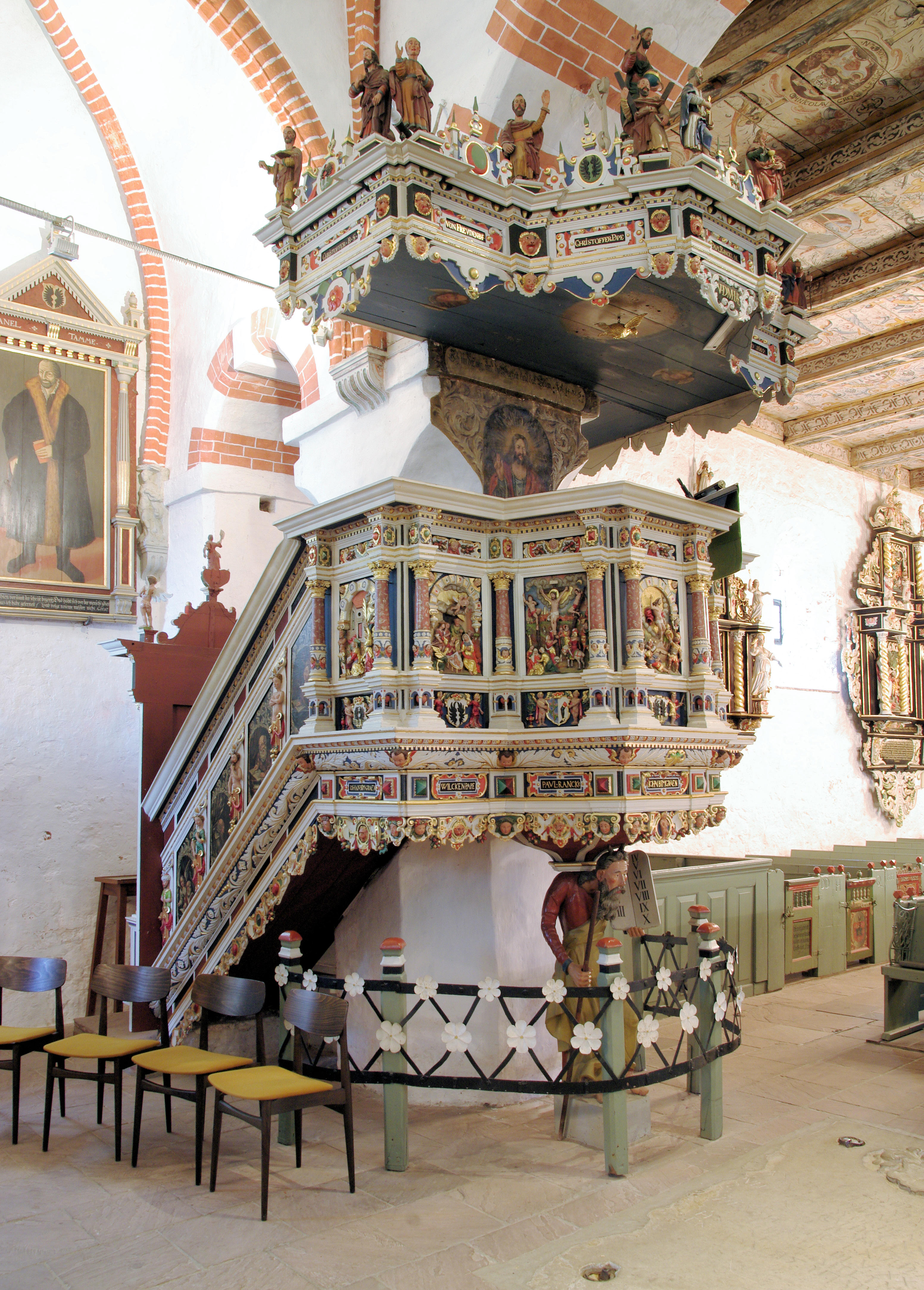
Kansel (2)
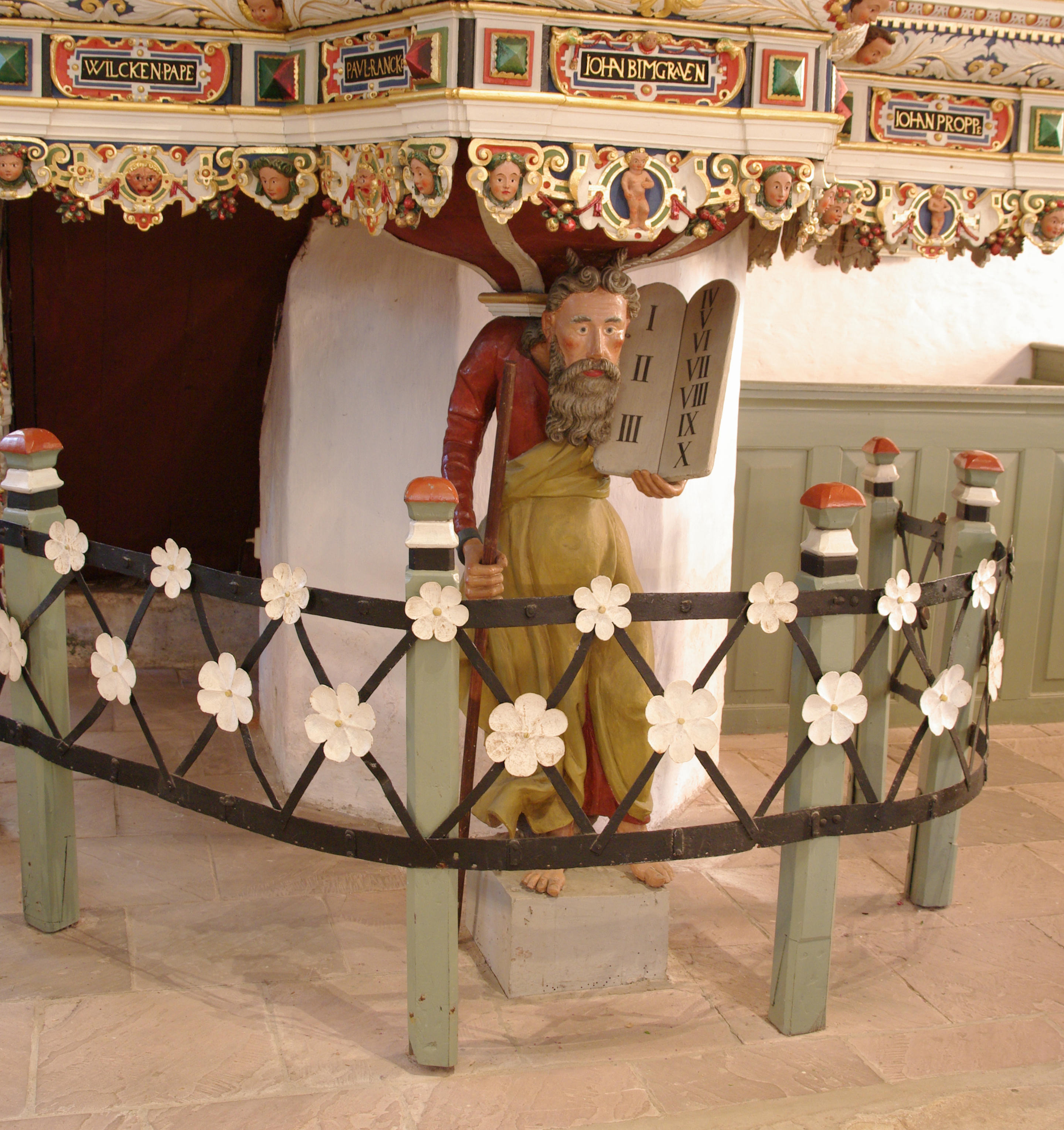
Mozesfiguur, die de kansel draagt
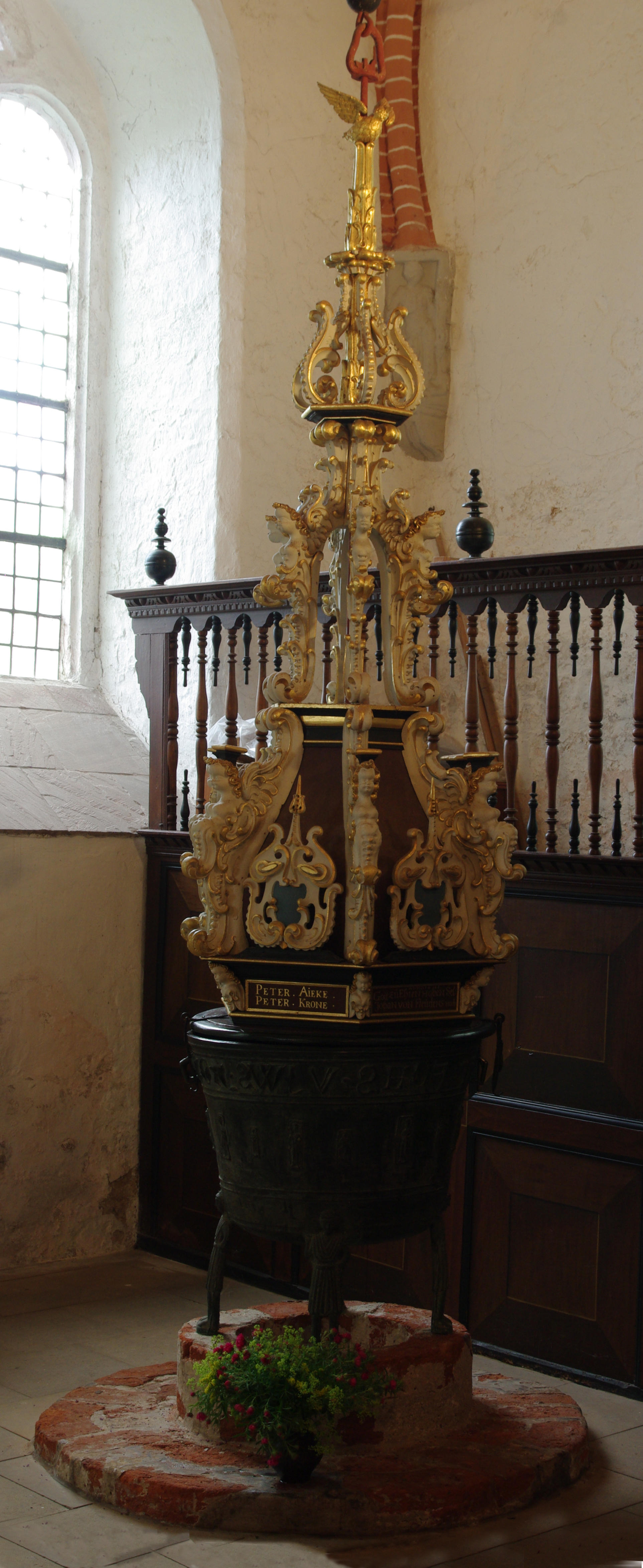
Doopvont (kort na 1600)
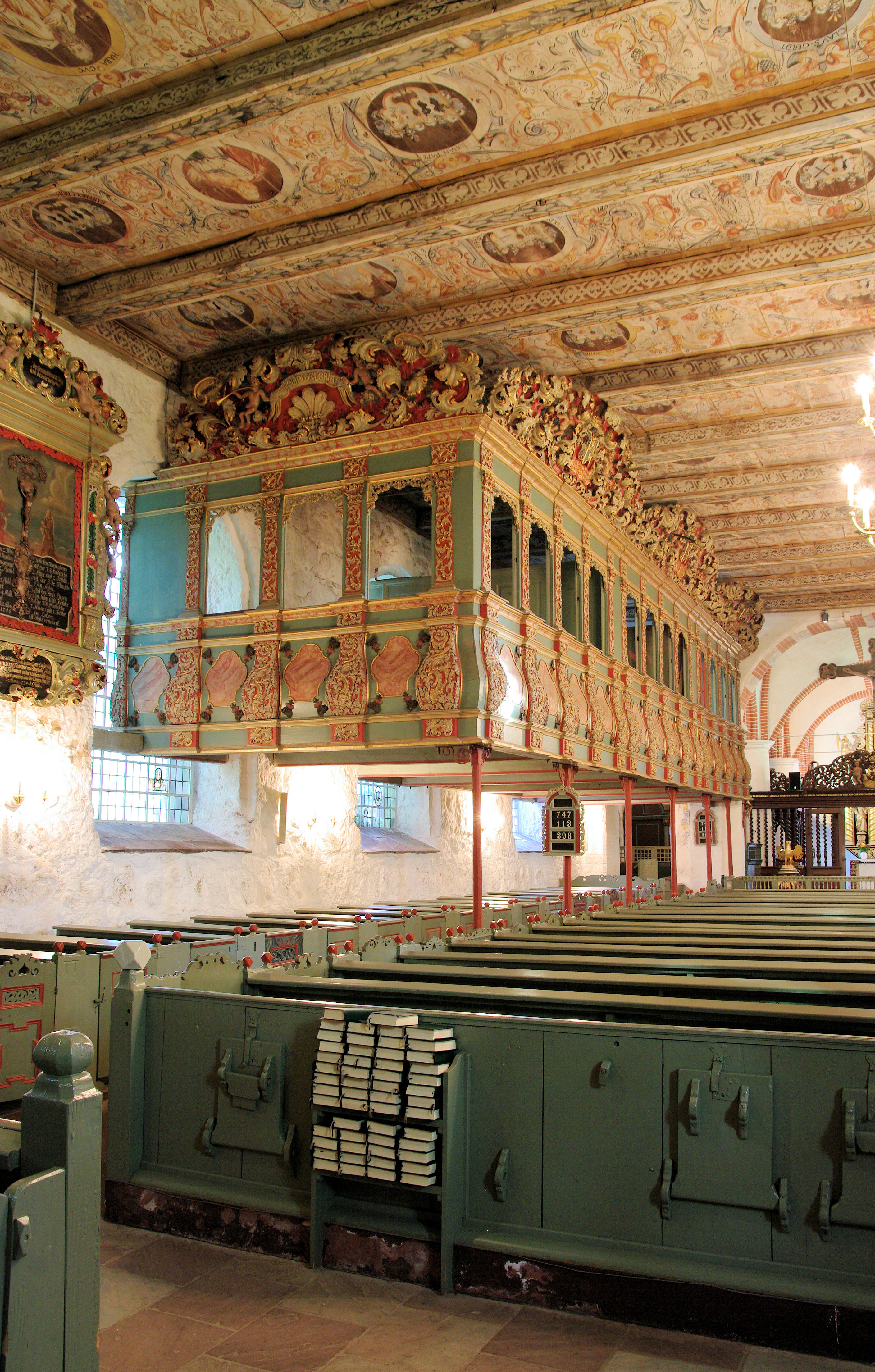
Balkon (1)
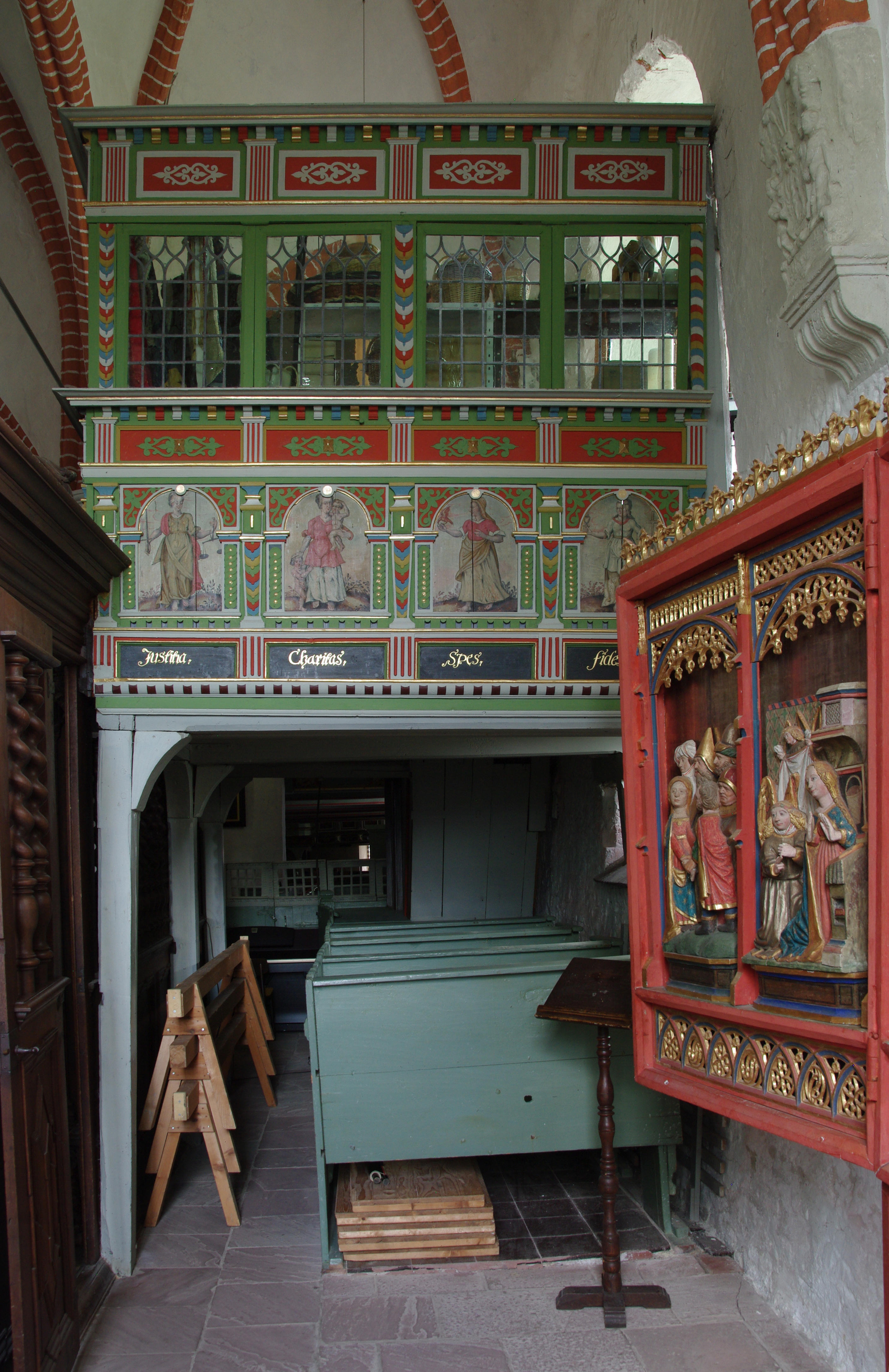
Balkon (2)
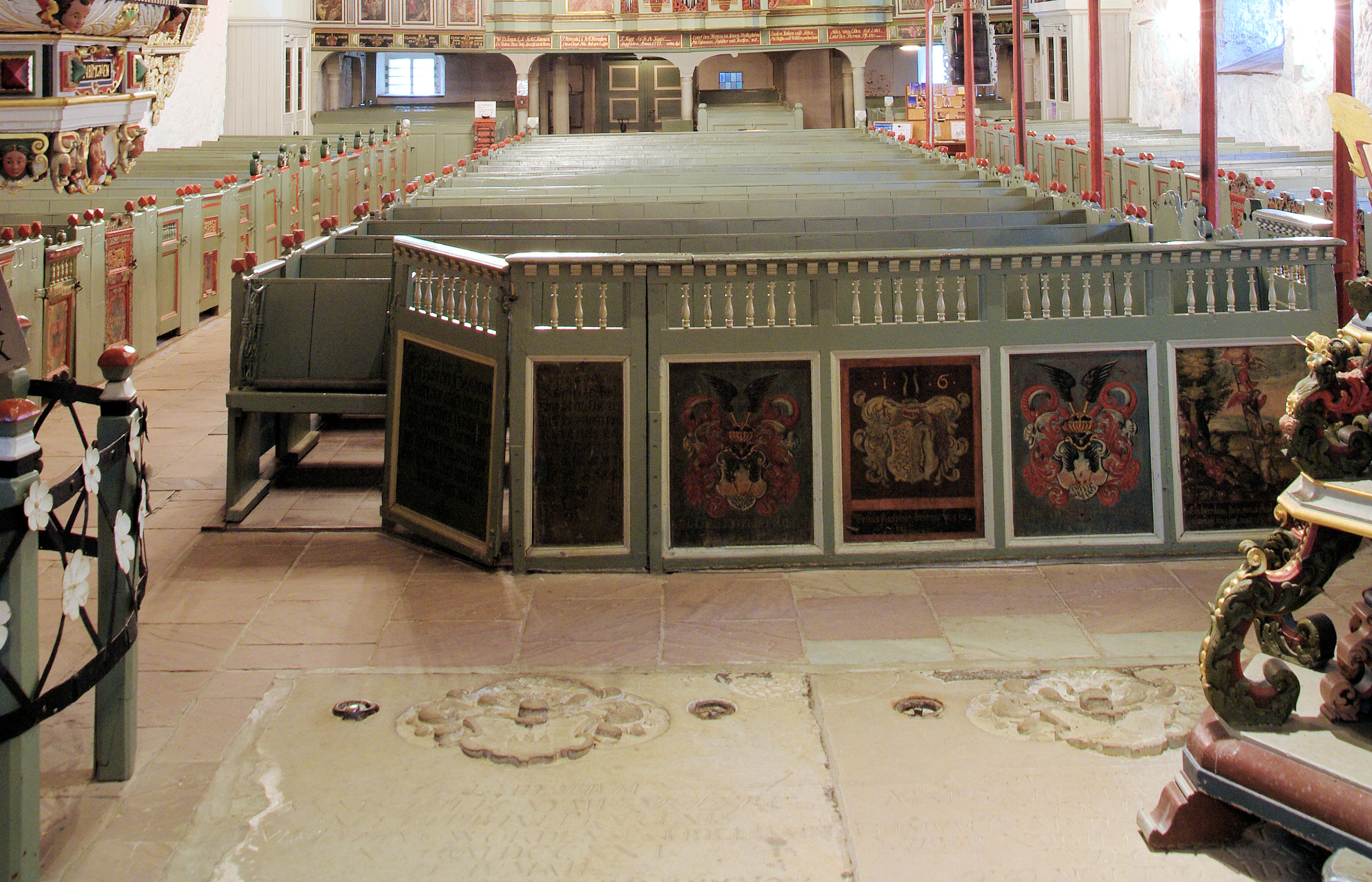
Kerkgestoelte (1)
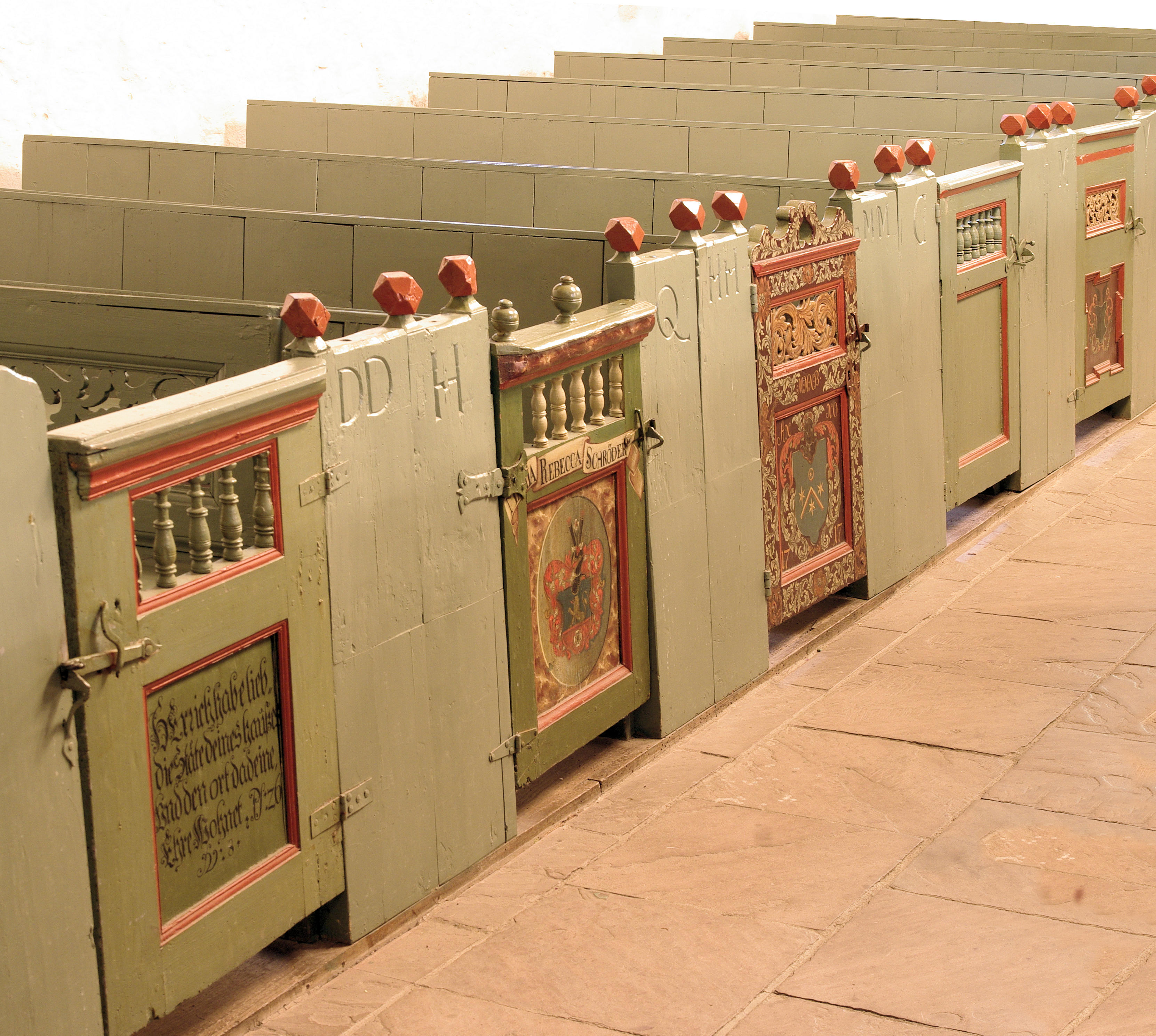
Kerkgestoelte (2)

## Afbeeldingen (overig)

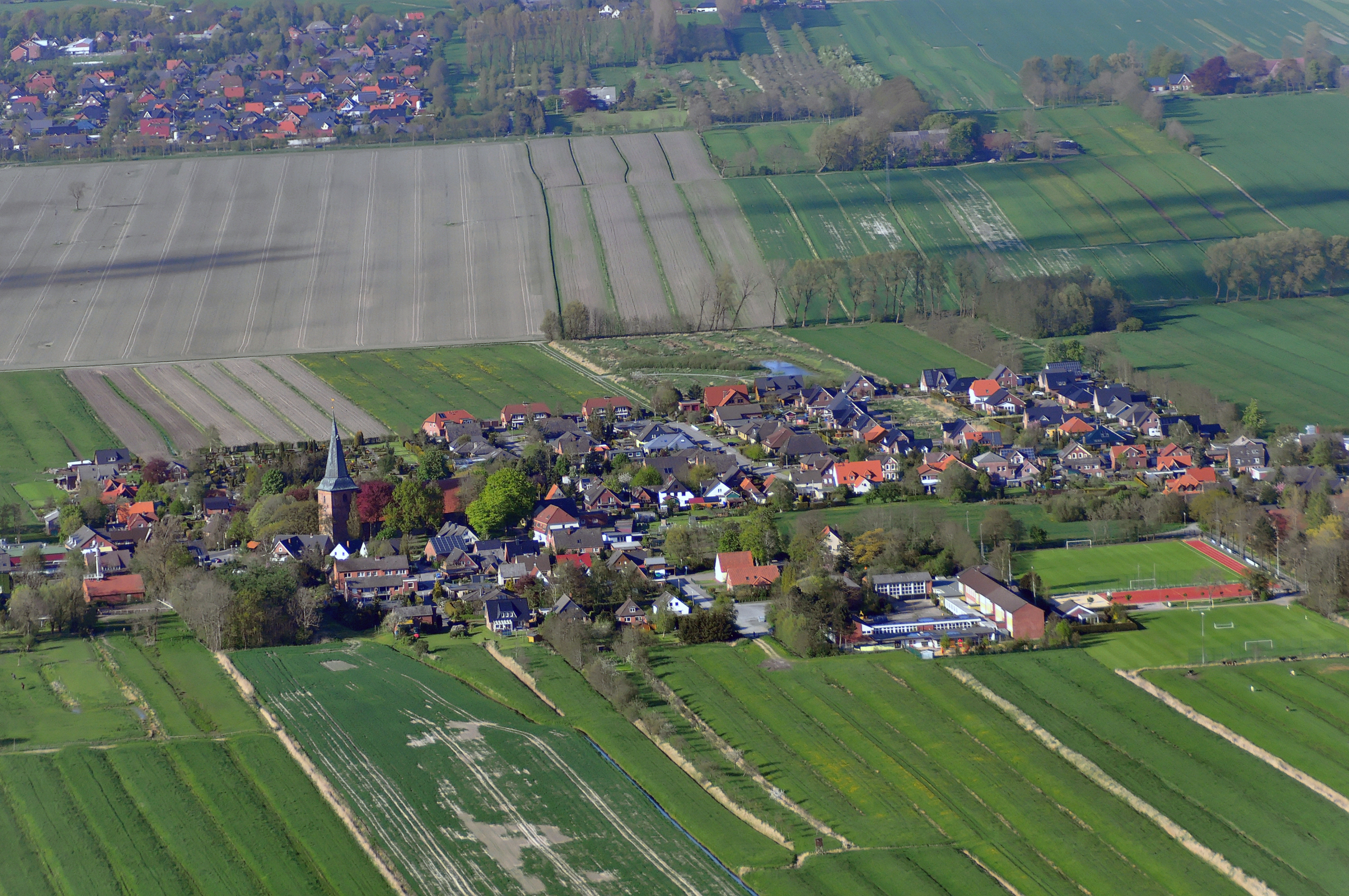
Luchtfoto van het dorp (2012)
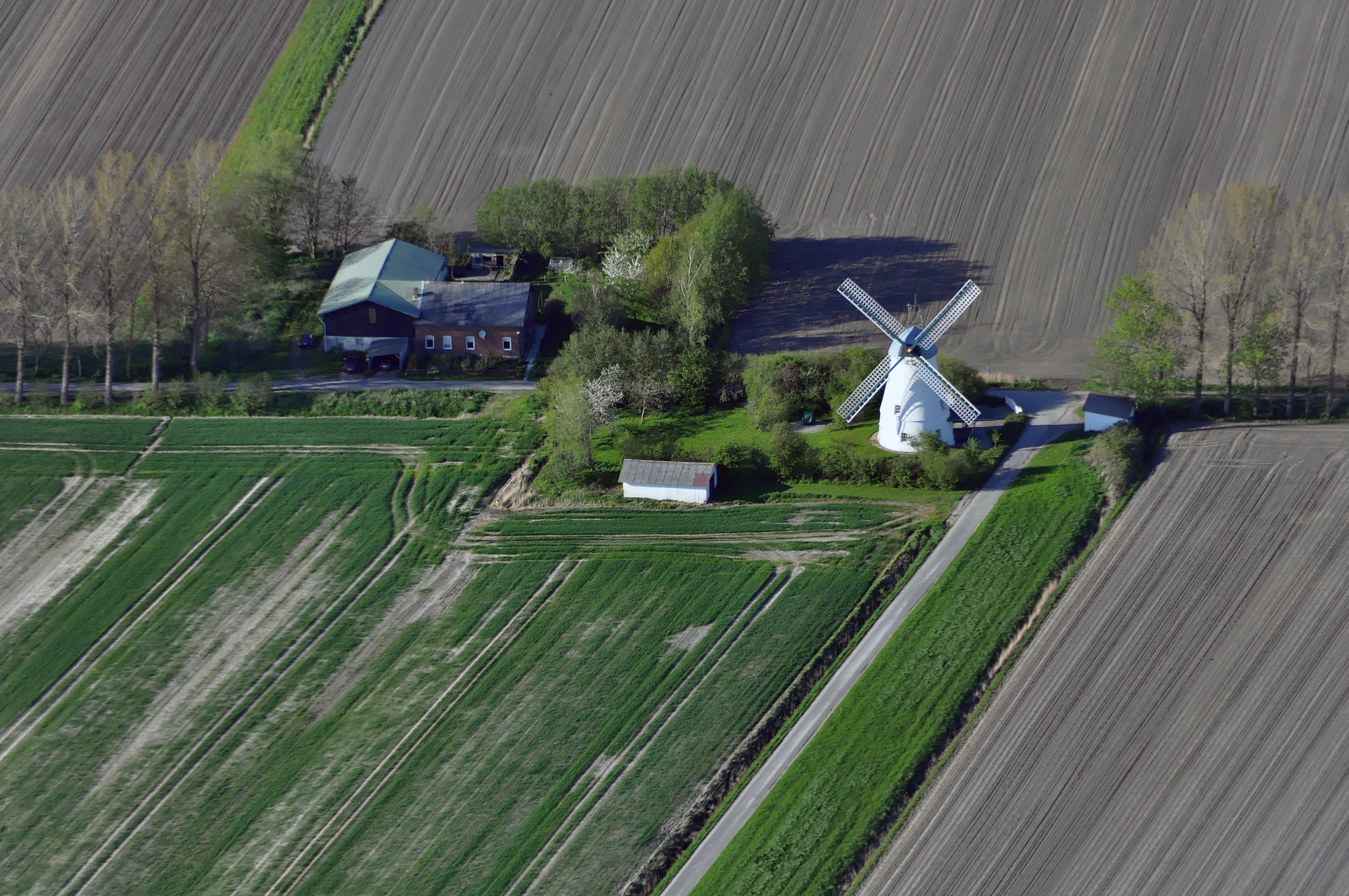
Idem van de molen (bouwjaar 1902)
Bronzen standbeeld (2004) van Carsten Niebuhr naast de Jacobikerk

- Gemeinsame Normdatei: 4270135-1
- Virtual International Authority File: 236027359